# Call of Duty: Roads to Victory
«Call of Duty: Roads To Victory» (укр. Поклик обов'язку: Дороги до перемоги) — шутер від першої особи в сетингу Другої світової війни, зроблений виключно для PlayStation Portable. Є спін-оффом до гри Call of Duty 3.

## Кампанії
У грі представлені 3 кампанії, в яких протягом 14 місій гравцеві доводиться керувати різними героями: бійцем 82-ї повітряно-десантної дивізії, солдатом 1-ї канадської армії та парашутистом британської 6-ї повітряно-десантної дивізії.

### Місії
Представлені завдання різноманітні: захоплення будівель, утримання оборони, знищення артилерії та бронетехніки. Також є місія в якій льотчик має обороняти бомбардувальник B-24 .
- Американська кампанія: Altavilla, Scavenger Hunt, Glider Crash, Lucky Thirteen, Nijmegen, Hunner Park, River Crossing
- Канадська кампанія: Woensdrecht, Sloedam, Walcheren, Reichswald
- Британська кампанія: Arnhem Fire, Arnhem Assault, Rhine Crossing

Гравець не виконує роль рембо-одинака — найчастіше його підтримують кілька союзних солдатів. Однак більшість убивств, звичайно ж, припаде на його частку. Усі місії побудовані на скриптах — більшість ключових подій не відбуваються доти, доки гравець не вдасться до будь-якої дії (найчастіше — побіжить вперед, розпочавши атаку). При цьому в більшості місій солдати противника з'являтимуться знову і знову доти, доки не буде запущено наступну стадію скрипту. Тому тактика відсиджування в затишному місці або відстрілу здалеку нацистів зі снайперської гвинтівки здебільшого буде марною — патрони не нескінченні, на відміну від ворогів.

### Зброя
У грі представлений широкий асортимент зброї, проте за раз гравець може носити з собою тільки 2 види (не рахуючи осколкових гранат, по 4 штуки). Зброю та уламкові гранати можна підбирати безпосередньо з убитих ворогів. Крім зброї, що переноситься, в бою можна використовувати стаціонарні кулемети (Браунінг M2 і MG-42) і артилерійські гармати. Також у розпорядженні гравця є бінокль, який в одній із місій знадобиться для наведення артилерійського вогню. В окремих місіях знадобиться використання магнітних мін та вибухівки для знешкодження ворожої бронетехніки, знищення артилерії та підриву дверей бункерів.

## Багатокористувацька гра
У Багатокористувацькій грі можуть знаходитися одночасно до 6 осіб. Є 5 типів гри: Deathmatch, командний Deathmatch, Захоплення прапора, Утримування прапора та «Король гори». Доступні 9 різних карт для розрахованої на багато користувачів гри.

## Відгуки
| Видання  | Оцінка |
| -------- | ------ |
| IGN      | 6.6/10 |
| GameSpot | 6.2/10 |
| GameSpy  | 2.5/5  |